# Juan Martín Maldacena
Juan Martín Maldacena (sinh ngày 10 tháng 9 năm 1968) là nhà vật lý học sinh ra ở Buenos Aires, Argentina.
Ông làm việc ở Đại học Harvard vào năm 1997 với vai trò là phó giáo sư và nhanh chóng thăng lên giáo sư vật lý vào năm 1999. Từ năm 2001, ông là một giáo sư tại Viện nghiên cứu cao cấp Princeton, New Jersey.